# Necropoli Della Banditaccia
Necropoli della Banditaccia is een Etruskische necropolis bij Cerveteri in de Italiaanse regio Lazio. Deze necropolis bestaat grotendeels uit grafheuvels of tumuli die zijn aangelegd boven tombes die in de zachte tufsteen zijn uitgehouwen.
De tombes bestaan meestal uit meerdere vertrekken met aanligbanken, waarop de doden werden bijgezet. De beroemdste tombe is het Graf van de Reliëfs, waarin de wanden en pijlers zijn voorzien van beschilderde stucreliëfs, die wapens, keukengerei, jachthoorns, Cerberus, etc. voorstellen.
Veel vondsten uit Cerveteri zijn nu te zien in het Etruskische museum Villa Giulia te Rome. Twee van de bekendste vondsten zijn de 'sarcofagen van de echtgenoten', waarvan er een in Rome en een in Parijs wordt bewaard.
In 2004 is de necropolis (samen met die van Tarquinia) op de Werelderfgoedlijst van de Unesco gezet.

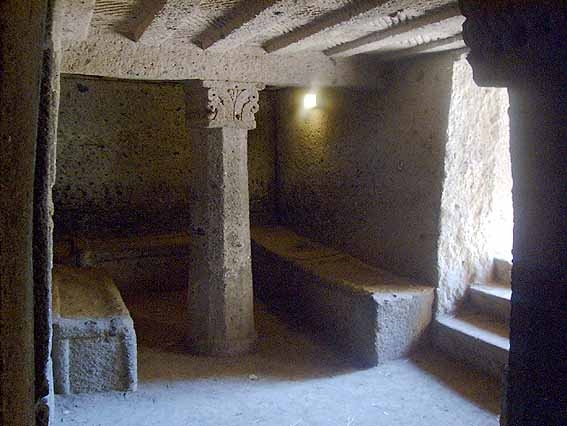
Binnenzijde

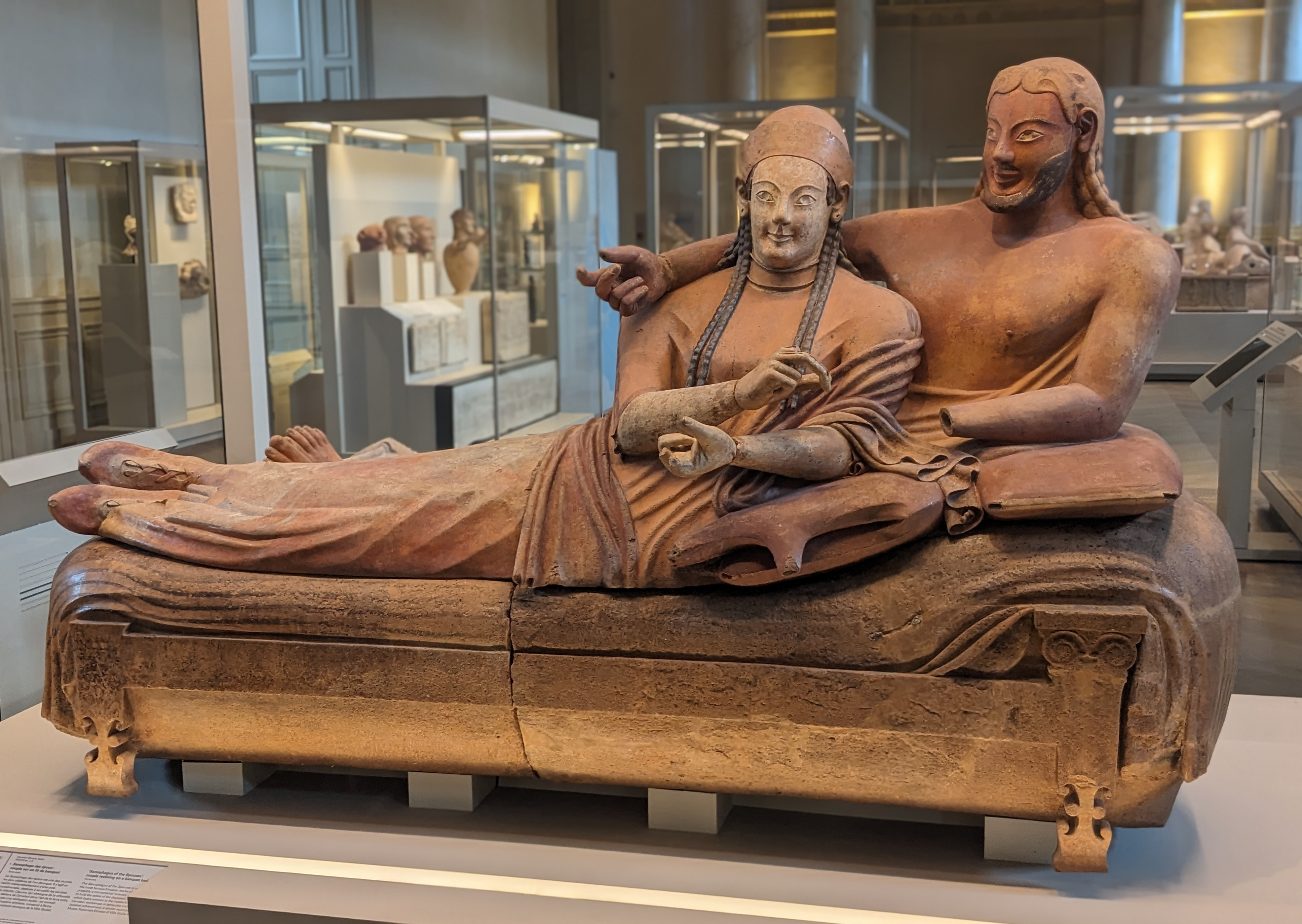
Sarcofaag van de echtgenoten, een vondst uit de necropool